# اصطدامات أوديسا (2014)
اصطدامات أوديسا (بالأوكرانية: Протистояння в Одесі) هي اصطدامات عرفتها مدينة أوديسا الأوكرانية في عام 2014، بين الموالين للميدان من جهة ومعارضيه من جهة ثانية. بلغت هذه الاصطدامات أوجها في 2 مايو 2014، حيث ألقى الجانبان القنابل الحارقة على بعضهما البعض وقُتل ستة وأربعون شخصا من المعارضين للميدان وقُتل شخصان اثنان من الموالين له.

## بداية التوترات
أغلب سكان أوديسا يتحدثون الروسية.